# ادگاردو کودسال
ادگاردو کودسال (انگلیسی: Edgardo Codesal؛ زادهٔ ۲ ژوئن ۱۹۵۱) یک داور فوتبال اهل اروگوئه-مکزیک است.